# Subjektorientierte Soziologie
Subjektorientierte Soziologie ist eine Richtung der neueren deutschen Soziologie, die die handelnde Person in ihren alltäglichen Lebensbezügen ins Zentrum der Forschung stellt.

## Merkmale einer Subjektorientierten Soziologie
„Subjektorientierte Soziologie“ ist eine heterogene und nicht klar abgrenzbare Theorie- und Forschungsrichtung der neueren deutschen Soziologie, die die handelnde Person ins Zentrum der theoretischen Betrachtung und der empirischen Forschung stellt. Ihr Anspruch ist es, die beiden in der Soziologie grundlegend konkurrierenden konzeptionellen Orientierungen der (a) strukturellen (→Makrosoziologie) und (b) handlungsbezogenen (→Mikrosoziologie; →Handlungstheorie (Soziologie)) Analyse zu verbinden.
Im Unterschied zu anderen Versuchen der Verbindung von Makro- und Mikroperspektive (etwa bei Pierre Bourdieu, z. B. 1987; James Samuel Coleman, z. B. 1995; Anthony Giddens, z. B. 1988; vgl. insges. Alexander u. a. 1987) wird dabei die Bedeutung des „Subjekts“ und seiner Denk- und Handlungsweisen besonders betont, ohne dabei ausschließlich mikrosoziologisch oder handlungstheoretisch anzusetzen: Subjekte sind in dieser Sichtweise von Gesellschaft betroffen, stellen Gesellschaft aber gleichzeitig auch her. Derartige Konzepte und Forschungsweisen sind Teil einer gelegentlich als „subjektorientierte Wende“ bezeichneten partiellen Schwerpunktverlagerung in der Soziologie, die sich etwa ab den 1980er Jahren vollzogen hat und mit der versucht wurde, sich von betont „objektivistischen“ (oder „strukturellen“) Konzepten (Strukturfunktionalismus, funktional-strukturelle Systemtheorie (Luhmann), Marxismus, Strukturalismus) abzusetzen.
Gleichzeitig grenzt sich eine subjektorientierte Soziologie von Konzepten ab, die zwar gleichfalls individuell Handelnde ins Zentrum des Interesses stellen und dabei in ähnlicher Weise eine Lösung des „Mikro-Makro-Problems“ versuchen, aber von primär rational gesteuerten Handelnden ausgehen (→Theorie der rationalen Entscheidung). Demgegenüber betont die subjektorientierte Soziologie mit Rekurs auf die traditionsreiche an Idealen der Aufklärung (→Zeitalter der Aufklärung) und des Humanismus orientierte Kategorie des „Subjekts“ (→Subjekt (Philosophie)) das Bedürfnis und die Fähigkeit von Personen, relativ autonom sich selbst und ihre Lebensverhältnisse in freier Kooperation mit anderen zu gestalten, also „Subjekt“ sein zu wollen und potenziell auch zu können. Zugleich wird aber anerkannt, dass dazu aufgrund vielfältiger struktureller Zwänge meist nur begrenzte gesellschaftliche Möglichkeiten bestehen, so dass sich „Subjektivität“ oft als mehr oder minder reflexiv gesteuerte (und nicht selten auch eher ‚hilflose‘) „Widerständigkeit“ oder als meist nur begrenzt erfolgreiche „Aneignung“ (→Aneignung (Philosophie)) von Verhältnissen äußert. Dieses Menschenbild teilt die Subjektorientierte Soziologie mit anderen Theorierichtungen, zu denen daher theoretisch (und forschungsmethodisch) deutliche Affinitäten bestehen, z. B. Kritische Theorie, Kritische Psychologie, Cultural Studies, Historische Anthropologie, Europäische Ethnologie oder Empirische Kulturwissenschaft (→Volkskunde).
Meist geht eine subjektorientierte theoretische Orientierung mit der Untersuchung konkreter alltäglicher (Arbeits- und Lebens-)Kontexte einher, was zu einer Präferenz für qualitative Verfahren der empirischen Sozialforschung (→Qualitative Sozialforschung) führt (nicht-standardisierte offene Interviews, biographische Interviews, Gruppendiskussionen/ Fokusgruppen, teilnehmende/nicht teilnehmende Beobachtung, Fallstudien u.ä.m.).
In der Soziologie bezeichnen sich verschiedenste Einzelrichtungen bzw. unterschiedlichste Forscher im weitesten Sinne als „subjektorientiert“ oder werden der subjektorientierten Soziologie zugeordnet, so dass eine einheitliche Bestimmung eines subjektorientierten „Ansatzes“ nur begrenzt (wenn überhaupt) möglich ist. (vgl. ausführlich am Beispiel der Arbeits- und Industriesoziologie Langfeldt 2009)

## Die „Münchener Subjektorientierte Soziologie“
Besonders in Erscheinung getreten ist eine Theorie- und Forschungsrichtung (und eine sich dieser zurechnende Gruppe von Forschern), die sich als „Münchener subjektorientierte Soziologie“ bezeichnet. Diese arbeitet seit den 1970er Jahren an konzeptionellen Elementen für eine „subjektorientierte“ Programmatik und hat hierzu eine große Zahl von Veröffentlichungen vorgelegt. Als Begründer kann Karl Martin Bolte (ehem. Prof. Universität München) gelten, der im Zusammenhang mit zwei Sonderforschungsbereichen der DFG (→Deutsche Forschungsgemeinschaft) an der Universität München (SFB 101: „Theoretische Grundlagen sozialwissenschaftlicher Berufs- und Arbeitskräfteforschung“; SFB 333: „Entwicklungsperspektiven von Arbeit“) den Kern einer „Subjektorientierten Perspektive“ für die Soziologie erstmals programmatisch formuliert hat.
Er betonte dabei, dass es darum gehe, "das wechselseitige Konstitutionsverhältnis von Mensch und Gesellschaft" ins Blickfeld zu rücken. Ziel sei, „gesellschaftliche Strukturen oder Strukturelemente daraufhin (zu) analysieren (1) in welcher Weise sie menschliches Denken und Handeln prägen, (2) wie Menschen bestimmter soziohistorisch geformter Individualität innerhalb dieses strukturellen Rahmens agieren und so u. a. zu seiner Verfestigung oder Veränderung beitragen und (3) wie schließlich die betrachteten Strukturen selbst einmal aus menschlichen Interessen, Denkweisen und Verhaltensweisen hervorgegangen sind.“ (Bolte 1983: 15, Hervh. i.O.). Wichtig war ihm die theoretische Offenheit des Ansatzes: Subjektorientierte Soziologie sei keine geschlossene Theorie, sondern eine „Perspektive“, ein spezifisches „In-den-Blick-Nehmen“ (ebd. 16) soziologisch relevanter Sachverhalte, innerhalb derer die heranzuziehenden Theorien erst gefunden und ggf. auch verändert werden müssen.
Im Rahmen der Münchener Subjektorientierten Soziologie sind mehrere Konzepte und Begriffe bzw. Forschungsstränge entstanden, die sich überwiegend mit Problemstellungen gesellschaftlicher Arbeit (→Arbeit (Sozialwissenschaften); →Arbeit (Philosophie); →Arbeitssoziologie) im weitesten Sinne befassen, dabei aber dem Verhältnis von (erwerbsförmiger) „Arbeit“ und (privatem) „Leben“ und dessen Wandel im Übergang zum Kapitalismus des 21. Jahrhunderts besondere Aufmerksamkeit widmen. Hervorzuheben sind (chronologische Ordnung):
- die „Subjektorientierte Berufssoziologie“ (vgl. u. a. Beck/ Brater/ Daheim 1980);
- das Konzept „Alltägliche Lebensführung“ (vgl. u. a. Jurczyk/ Rerrich 1993, Voß 1991, Jurczyk/ Voß/ Weihrich 2016) und damit verbundene empirische Forschungen (vgl. u. a. Projektgruppe „Alltägliche Lebensführung“ 1995);
- der Begriff „Arbeitskraftunternehmer“ (v. a. Voß/ Pongratz 1998) und daran anschließende Untersuchungen (u. a. Pongratz/ Voß 2003);
- Forschungen zur „Interaktiven Arbeit“ bzw. zur „Dienstleistung als Interaktion“ (vgl. u. a. Dunkel/ Voß 2004, Dunkel/ Weihrich 2006);
- theoretische Arbeiten und empirische Untersuchungen zur „Entgrenzung“ (→Entgrenzung der Arbeit) (vgl. Voß 1998) und „Subjektivierung“ von Arbeit (vgl. Jurczyk u. a. 2009);
- das Konzept „Arbeitender Kunde“ (vgl. Voß/ Rieder 2006) mit einem aktuellen Schwerpunkt im Problemfeld web2.0-basierte Kundenintegration bzw. „Crowdsourcing“ (vgl. u. a. Kleemann/ Voß/ Rieder 2008, Papsdorf 2009).
- die an die Überlegungen zum "Arbeitenden Kunden" anschließende These eines "Arbeitenden Nutzers" (Voß 2020), der (meist wenig bewusst) mit vielfältigen Online-Aktivitäten tiefgreifend an der Produktion eines von Shoshana Zuboff (2018/2019) beschriebenen datenbasierten "neuen kapitalistischen Rohstoffs" mitwirkt.